# Ufficio speciale trasporti a impianti fissi
Gli Uffici speciali trasporti a impianti fissi, noti anche attraverso l'acronimo USTIF, sono stati un gruppo di organi periferici del Ministero delle infrastrutture e dei trasporti, competenti in materia di sicurezza di ferrovie, filovie, metropolitane, montascale, sistemi ettometrici, sciovie, seggiovie, slittinovie e tranvie. Dipendenti dalla Direzione generale della motorizzazione civile del Dipartimento per i trasporti, la navigazione ed i sistemi informativi e statistici, gli USTIF sono stati accorpati a partire dal 1º gennaio 2022 all'Agenzia nazionale per la sicurezza delle ferrovie e delle infrastrutture stradali e autostradali (ANSFISA).

## Storia e aspetti amministrativi
Gli USTIF sono stati istituiti con la legge n° 870 del 1º dicembre 1986 come organi periferici del Ministero dei trasporti - Direzione generale della Motorizzazione civile e trasporti in concessione (MCTC), aventi come scopo il risanamento tecnico ed economico delle linee ferroviarie in concessione, anche in gestione commissariale governativa, e la vigilanza sulla sicurezza di esercizio dei trasporti a impianti fissi. Tali compiti fino ad allora erano di competenza degli uffici provinciali della MCTC.
Successivamente sono stati approvati diversi provvedimenti normativi (il più importante è il decreto del 29 settembre 2003 pubblicato sulla Gazzetta Ufficiale n.280 del 2 dicembre 2003) i quali hanno modificato le competenze.
Con la riorganizzazione del dicastero nel 2008-2009 gli USTIF sono stati incardinati presso il Dipartimento per i Trasporti, la Navigazione ed i Sistemi Informativi e Statistici - Direzione Generale della Motorizzazione Civile, da cui hanno dipeso direttamente fino al 2021.
Il Decreto Ministeriale dell'8 agosto 2014 stabiliva che gli USTIF erano soggetti al coordinamento della Direzione generale per i sistemi di trasporto ad impianti fissi ed il trasporto pubblico locale, appartenente al Dipartimento per i trasporti, la navigazione, gli affari generali ed il personale.
Nel 2022 il DL 20/09/2021 n.121 ha trasferito competenze e personale all'ANSFISA. 

## Competenze
Questi uffici rilasciavano il nulla osta all'entrata in servizio, ai fini della sicurezza, dei seguenti sistemi di trasporto realizzati ex novo o in seguito a pesanti ammodernamenti:
- ferrovie in concessione (soggette al controllo della ANSF)
- metropolitane e sistemi assimilabili
- tranvie
- filovie
- sciovie, slittinovie, seggiovie ad agganciamento automatico fino a 4 posti e seggiovie a morse fisse
- ascensori pubblici, scale e marciapiedi mobili, servoscale e sistemi ettometrici (comprendenti le funicolari)

Per tutte le altre tipologie di impianto rendevano il parere all'Amministrazione sull'ammissibilità tecnica e, ove ricorreva, sulla congruità economica degli interventi.
Erano competenti anche su progetti con soluzioni tecniche innovative, o comunque non già favorevolmente sperimentate, ovvero comportanti deroghe alle vigenti normative tecniche.
Il nullaosta veniva rilasciato in seguito a verifiche e prove funzionali sia sull'infrastruttura sia sul materiale rotabile.
Inoltre gli USTIF effettuavano verifiche e prove funzionali periodiche alle infrastrutture e al materiale rotabile e potevano revocare il nullaosta in seguito a verifiche e prove funzionali con esito negativo. Effettuavano verifiche anche in seguito a incidenti riguardanti la sicurezza e la regolarità dei sistemi di trasporto sotto competenza dell'USTIF.
Rilasciavano anche il nullaosta alla nomina del direttore o responsabile dell'esercizio di un impianto (ad esclusione delle metropolitane e tranvie) e rilasciavano il nullaosta all'approvazione del regolamento di esercizio dell'infrastruttura (precedentemente elaborato dal direttore o dal responsabile dell'esercizio).
Infine gli USTIF rilasciavano il nullaosta ai fini della sicurezza per il rilascio dell'autorizzazione alla costruzione di strade, canali, condotte d'acqua, elettrodotti, gasdotti, oleodotti, o altre opere di pubblica utilità destinate ad attraversare impianti ferroviari o ad essere realizzate ad una distanza che possa creare interferenze, soggezioni o limitazioni all'esercizio ferroviario.

## Sedi
Secondo il decreto n.346/2014 (Capo VI, articolo 10) le competenze degli USTIF, nell'ambito delle Direzioni Generali Territoriali (DGT) del Ministero, erano così ripartite:
- l'USTIF competente per il Piemonte, la Valle d'Aosta e la Liguria ha sede a Torino (DGT Nord-Ovest, Ufficio 9);
- l'USTIF competente per la Lombardia ha sede a Milano (DGT Nord-Ovest, Ufficio 8);
- l'USTIF competente per il Veneto, l'Emilia-Romagna, il Friuli-Venezia Giulia e le Marche ha sede a Venezia e coordina la sezione di Bologna (DGT Nord-Est, Ufficio 8);
- l'USTIF competente per il Lazio, la Toscana, l'Abruzzo, l'Umbria e la Sardegna ha sede a Roma e coordina le sezioni di Firenze, Pescara e Cagliari (DGT Centro, Ufficio 8);
- l'USTIF competente per la Campania, il Molise e la Sicilia ha sede a Napoli (DGT Sud, Ufficio 7);
- l'USTIF competente per la Puglia, la Basilicata e la Calabria ha sede a Bari (DGT Sud, Ufficio 8).

Per la regione Trentino-Alto Adige le competenze erano attribuite al Servizio Impianti a Fune e Piste da Sci (a Trento) ed all'Ufficio Trasporti Funiviari (a Bolzano).

## Riferimenti normativi
- Legge del 1 dicembre 1986, n.870
- Ufficio speciale trasporti a impianti fissi - USTIF, su lombardiabeniculturali.it.
- Decreto MIT del 29 settembre 2003, Individuazione delle funzioni e compiti degli uffici speciali per i trasporti ad impianti fissi (USTIF) - GU 280/2003
- Decreto MIT del 4 agosto 2014, n.346
- Decreto Legge del 10 settembre 2021, n.121, art.6, comma 1.b[1]